# Vital Ahačič
(Rudolf-)Vital Ahačič, slovenski harmonikar in pedagog, * 16. april 1933, † 19. april 1995.
Vital Ahačič je bil harmonikar in pedagog. Svojo glasbeno kariero je začel pri Zadovoljnih Kranjcih, potem pa je ustanovil svoj lasten trio
(z Milanom Ferležem in Borisom Vedetom). S svojo sestro Marijo Ahačič Pollak je posnel 3 kasete. Več kot 500 njegovih kompozicij je posnetih.

## Zgodnje življenje
Izhajal je iz tržiške glasbene družine, kajti njegov oče Rudolf je poleg igranja v godbi poučeval tudi igranje na klavir, kitaro, harmoniko in citre. Ahačič je začel igrati na harmoniko s petimi leti. Sprva se je upiral očetovi strogi, a skrbni glasbeni vzgoji, ko pa je instrument vzljubil, ga ni odložil vse do svoje smrti. 
Po osnovnem poklicu je bil inženir strojništva, vendar je bil z glasbo trdno povezan vse življenje. 
Ko je nemška vojska leta 1941 vkorakala v Tržič Nemci, je njegov oče, ki je bil kapelnik godbe, dobil ukaz, naj igra nemške marše. Ker je bil zaveden Slovenec, je ukazal zaigrati Pod klančkom sva se srečala. Zato so ga odpeljali v zapor v Šentvid, od tam pa celotno družino 3. julija 1941 za štiri leta v Srbijo.

## Povojna leta
Po vrnitvi iz Srbije je končal osnovno šolo in se vpisal na kranjsko gimnazijo. Že v času študija na Fakulteti za strojništvo, kjer je diplomiral, je igral v različnih ansamblih, da si je prislužil denar za študij. Štipendije zaradi očetove krščanske usmerjenosti namreč ni dobil, doma pa so bili revni.
Igral je v Kranju, na Bledu, v Ljubljani in v Opatiji. Nekaj časa se je celo profesionalno ukvarjal samo z glasbo. Po končanem študiju se je najprej zaposlil v Tržiču, nato v Ljubljani, in nazadnje v tovarni glasbil Melodija Mengeš.

## Glasbena pot
V narodnozabavno glasbo je najprej vstopil prek Zadovoljnih Kranjcev leta 1957. Pred odhodom k vojakom je spoznal Borisa Kovačiča in leta 1962 z njegovim ansamblom že posnel tudi prvo ploščo.
Ob tem, ko je igral pri Zadovoljnih Kranjcih je imel tudi svojo skupino, Trio Vitala Ahačiča. Sestavljali so ga Milan Ferlež s kitaro, Boris Vede z basom in on s kromatično harmoniko.
Ahačič je igral veliko še v drugiz zasedbah, veliko je igral sam ali pa spremljal priljubljene pevce s harmoniko. S sestro Marijo Ahačič Pollak sta posnela tri plošče in kasete, sodeloval je tudi pri snemanju otroških pesmi, filmske glasbe, popevk pri Borisu Kopitarju, kar 15 let skupaj pa je s harmoniko spremljal tudi Ribniški oktet.
Med najbolj znanimi pevci ljudskih pesmi je spremljal Toneta Kozlevčarja, Zlato Ognjanović, Dragišo Ognjanović, Vilmo Bukovec, Jurija Rejo, Jožeta Koresa, Rajka Koritnika, Miloša Genoria, Boža Grošlja, Stojana Veneta, Branko Strgar in še mnoge druge.
V arhivu RTV Slovenija je čez 500 skladb, pri katerih igra harmoniko Vital Ahačič, tako v izvedbi tria, ansambla Borisa Kovačiča, pihalnih godb Jožeta Privška in Francija Puharja, z Big bandom RTV Slovenija in revijskim orkestrom, seveda pa je v njegovi zapuščini tudi veliko solističnih posnetkov.

## Smrt
Vital Ahačič je umrl 19. aprila 1995 v starosti 62 let.

## Kasete
- Nekoč,nekje (1994)
- Slovenske ljudske pesmi I (1999)
- Slovenske ljudske pesmi II (1999)